# Georgie and Mandy's First Marriage
Production
Diffusion
Chronologie
Young Sheldon
Georgie & Mandy's First Marriage est une sitcom américaine créée par Chuck Lorre, Steve Holland et Steven Molaro. Elle est diffusée depuis le 17 octobre 2024 sur CBS.
C'est une série dérivée de la série Young Sheldon (2017-2024), elle-même préquelle de The Big Bang Theory. Cette troisième série est centrée sur la vie de famille de Georgie et Mandy Cooper. En France, la série est diffusée sur Max à partir du 3 avril 2025. 

## Synopsis
Georgie Cooper et sa compagne Mandy Cooper vivent toujours au Texas et n'en peuvent plus de vivre chez Jim et Audrey McAllister, les parents de Mandy. De plus, Georgie travaille également dans le magasin de son beau-père. Les deux jeunes parents vont devoir faire face aux défis du quotidien, de l'âge adulte, du mariage et surtout de leurs enfants.

## Distribution

### Acteurs principaux
- Montana Jordan (VF : Victor Biavan) : George Marshall « Georgie » Cooper Jr.
- Emily Osment (VF : Camille Donda) : Amanda « Mandy » McAllister
- Rachel Bay Jones (en) (VF : Delphine Braillon) : Audrey McAllister
- Will Sasso (VF : Mathieu Buscatto) : Jim McAllister
- Dougie Baldwin (VF : Alexis Tomassian) : Connor McAllister
- Jessie Prez (VF : Romain Altché) : Ruben

### Acteurs récurrents
- Zoe Perry (VF : Anne Tilloy) : Mary Cooper
- Annie Potts (VF : Blanche Ravalec) : Constance « Connie » Tucker dite « Meemaw »
- Craig T. Nelson (VF : Patrick Messe) : Dale Ballart
- Raegan Revord (VF : Lior Chabbat) : Melissa « Missy » Cooper
- Casey Wilson (VF : Myrtille Bakouche) : Beth
- Jackson Kelly : Todd
- Dale E. Turner : Roy
- Matt Letscher : Fred
- Kara Arena : Chloe
- Eugene Byrd : Don

### Invités
- Sarah Baker (VF : Edwige Lemoine) : Sheryl Hutchins
- Matt Hobby (VF : Matthieu Albertini) : le pasteur Jeff Difford
- Lance Barber (VF : Éric Peter) : George Cooper
- Doc Farrow (VF : Nicolas Justamon) : Wayne Wilkins

## Production

### Historique
En janvier 2024, il est annoncé qu'une série dérivée de Young Sheldon est développée par CBS. En mars 2024, la série est officiellement validée.
Elle se focalisera sur les personnages de Georgie Cooper (Montana Jordan) et sa femme Mandy McAllister (Emily Osment) qui devront « surmonter les défis de l'âge adulte, de la parentalité et du mariage. » Les créateurs de la série Chuck Lorre, Steven Molaro et Steve Holland sont également annoncés à l'écriture et à la production,.
Le titre de la série, Georgie & Mandy's First Marriage, est révélé en mai 2024. En juillet 2024, il est précisé qu'elle sera diffusée dès le 17 octobre 2024 sur CBS.
Le 20 février 2025, la série est renouvelée pour une deuxième saison.

### Attribution des rôles
En mars 2024, Montana Jordan et Emily Osment sont confirmés pour reprendre leurs rôles respectifs de George « Georgie » Cooper Jr. et Amanda « Mandy » McAllister présents dans Young Sheldon. En mai 2024, Will Sasso et Rachel Bay Jones (en) sont également confirmés de manière récurrente les parents de Mandy, Jim et Audrey McAllister.
En juillet 2024, Zoe Perry, Annie Potts et Raegan Revord sont confirmées pour reprendre leurs rôles respectifs de Mary Cooper, Constance « Connie » Tucker et Melissa « Missy » Cooper. Dougie Baldwin est ensuite annoncé dans le rôle de Connor, le frère de Mandy, alors que Jessie Prez incarnera Ruben, un employé du magasin de pneus de Jim. Dougie Baldwin remplace ainsi Joseph Apollonio qui devait incarner Connor dans Young Sheldon.
Le 8 novembre 2024, alors que la série est déjà en cours de diffusion, on apprend que Craig T. Nelson reprend le rôle du Coach Dale, le petit copain de Connie Tucker.

### Tournage
La série est tournée devant un public dans les Warner Bros. Studios de Burbank en Californie, sur le même plateau que The Big Bang Theory,.
Les prises de vues débutent en juillet 2024,.

## Épisodes

### Saison 1 (2024-2025)
1. Le 18h10 pour Lubbock (The 6:10 to Lubbock)
2. Délires de New-Yorkais (Some New York Nonsense)
3. Des secrets, des mensonges et de la menue monnaie (Secrets, Lies and a Chunk of Change)
4. La mère de Todd (Todd's Mom)
5. Thanksgiving (Thanksgiving)
6. Un samaritain normal (A Regular Samaritan)
7. Une vieille Mustang (An Old Mustang)
8. Régime sec (Diet Crap)
9. Une convention sur les pneus et la supériorité morale (A Tire Convention and the Moral High Ground)
10. Une maison divisée (A House Divided)
11. Travailler pour l'ennemi (Working for the Enemy)
12. La fièvre typhoide de Georgie (Typhoid Georgie)
13. McAllister Auto aime les femmes (McAllister Auto Loves the Ladies)
14. Un livre de sport et une rupture (A Sportsbook and a Breakup)
15. La déesse du magasin de musique (The Magnet and the Details)
16. Bébé ou pas (Baby Fight)
17. Deux idiots sur une moto-cross (Two Idiots on a Dirt Bike)
18. L'argent de la télé (TV Money)
19. Moucharde contre mauvais payeur (Snitch v. Deadbeat)
20. Les dames adorent les brunchs (Ladies Love Brunch)
21. Titre français inconnu (Guilt Boots)
22. Titre français inconnu (Big Decisions)

## Accueil critique

### Audiences
| Saison | Nombre d'épisodes | Jour et heure de diffusion | Diffusion originale sur CBS | Diffusion originale sur CBS | Année     | Audience moyenne (en millions) | Audience moyenne (en millions) | Audience moyenne (en millions) | Audience moyenne (en millions) |
| Saison | Nombre d'épisodes | Jour et heure de diffusion | Début de saison             | Fin de saison               | Année     | Première                       | Finale                         | Moyenne à J+7                  |                                |
| ------ | ----------------- | -------------------------- | --------------------------- | --------------------------- | --------- | ------------------------------ | ------------------------------ | ------------------------------ | ------------------------------ |
| 1      | 22                | Jeudi à 20 h               | 17 octobre 2024             | 15 mai 2025                 | 2024-2025 | 6.56                           |                                |                                |                                |